# 酒々井ちびっこ天国
酒々井ちびっこ天国（しすいちびっこてんごく）は、千葉県印旛郡酒々井町伊篠1番地の2にある酒々井町が運営・管理する公共の大型プール施設である。2017年（平成29年）夏から休園している。

## 歴史
1974年に京成電鉄から酒々井町に対して、「子供の国」（当時の名称）として利用することを目的としてちびっこ天国のある土地に関して無償で譲渡された。ただし、「子供の国」として利用しなくなった場合は、京成電鉄に返還する旨の契約であった。同年7月に開園した。この年の来園者数は、91,690人であった。
1978年（昭和53年）に最大30万人の入園者がいたが、その後レジャー施設の多様化等もあり、年々利用者数は減少していき、平成に入るとおおむね6 - 8万人となった。なお、これは千葉県の各種主要プールの利用者数としては、2013年度（平成25年度）で5番目程度であった。
前後して、それまで運営を担ってきた千葉県福祉ふれあい財団が千葉県の行財政改革に伴い、解散することとなった。千葉県と酒々井町で協議のうえ、2007年より酒々井町に施設が移譲され、運営に当たっては、指定管理者制度を導入し、セントラルスポーツグループが受託した。
しかし、開園から40年程度経過し、プール施設及び設備の老朽化も進み、今後どのような方針にてプール施設を運営していくかを検討するため、「酒々井ちびっこ天国検討委員会」を酒々井町は立ち上げ検討を実施した。その報告書の中では、設備の老朽化は激しく、どこかで設備に大幅な手入れ、多額の投資を行わない限り、施設の存続は厳しいものとなることが示された。
これらの状況の中で、更新が行われてきた指定管理者の公募を2017年度の更新に向けて実施したところ、応募事業者がなく、また酒々井町直営で行うにしてもプールの安全標準指針（平成19年3月、文部科学省及び国土交通省）を踏まえた上で運営することは困難であるとして、休園する旨が町議会にて町長より報告された。
- 1973年（昭和48年）7月 - 京成電鉄より酒々井町に土地の譲渡の申し入れがある[1]。
- 1974年（昭和49年）4月 - 京成電鉄と酒々井町の間で条件付きの土地譲渡契約を締結する[1]。
  - 7月 - 常陸宮夫妻来園の上、開園する[1]。
- 2002年（平成14年）12月24日 - 千葉県行政改革推進本部の決定により、酒々井ちびっこ天国については5年以内を目途に事業廃止時期を協議するとされる[2]。
- 2006年（平成18年）9月30日 - 施設を運営・管理していた財団法人千葉県福祉ふれあい財団解散に伴い、千葉県に移管する[1]。
- 2007年（平成19年）3月 - 千葉県から酒々井町に施設を譲渡する[1]。これに伴い、地方自治法に基づき設置に関する条例を定める[3]。
  - 5月 - 指定管理者制度を導入する[4]。
- 2008年（平成20年）4月26日 - 健康ひろばをオープンする[5]。
- 2013年（平成25年）2月 - 酒々井ちびっこ天国検討委員会を立ち上げ、今後の在り方について検討を開始する[1][4]。
- 2014年（平成26年）1月 - 検討委員会による報告書が酒々井町に提出される[4]。
- 2017年（平成29年）3月 - 休園となることが町議会にて報告される[6][7]。

## 施設
- 流水プール
- 造波プール
- 競泳プール
- 子供プール

## 料金
団体は通常料金の20%引きである。また、障がい者・介助者は無料である。
- 一般 1,200円
- 高校生 800円
- 小学生・中学生 400円
- 幼児 200円